# السرايري (آيت بوجعفر الشمالية)
السرايري هو دُوَّار يقع بجماعة سيدي عبد الله غيات، إقليم الحوز، جهة مراكش آسفي في المملكة المغربية. ينتمي الدوّار لمشيخة آيت بوجعفر الشمالية التي تضم 17 دوار. يقدر عدد سكانه بـ 1623 نسمة حسب الإحصاء الرسمي للسكان والسكنى لسنة 2004.

## روابط خارجية
- البوابة الوطنية للجماعات الترابية
- المندوبية السامية للتخطيط